# درصد چربی بدن
درصد چربی بدن یک انسان یا موجودات زنده دیگر، عبارت است از کل جرم بافت چربی بدن، تقسیم بر کل وزن بدن که در این جا چربی بدن، شامل هم چربی‌های ضروری و هم چربی‌های ذخیره شده بدن می‌شود.
چربی‌های ضروری بدن، برای ادامه حیات و تولید مثل لازم هستند. درصد چربی‌های ضروری بدن زنان –با توجه به بارداری و سایر کارکردهای هورمونی بدن آن ها– بیشتر از مردان است. در مردان، درصد چربی‌های ضروری بدن 3 تا 5 درصد بوده و در زنان این مقدار ۸ تا ۱۲ درصد است. چربی‌های ذخیره شده بدن نیز شامل چربی‌هایی است که در بافت‌های چربی ذخیره شده‌اند. این نوع از چربی‌ها وظیفه حفاظت از اندام‌های داخلی موجود در سینه و شکم را برعهده دارند.

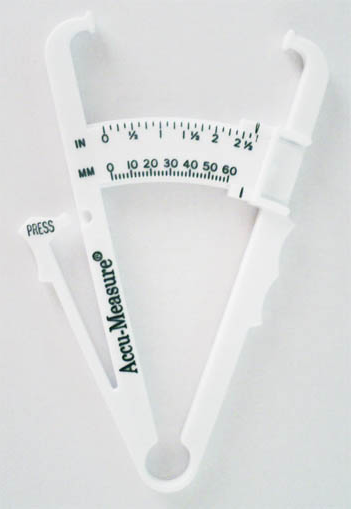
کولیس مخصوص اندازه‌گیری چربی بدن.

حداقل مقدار توصیه شده برای درصد چربی کل بدن، بیش از مقداری است که برای درصد چربی‌های ضروری بدن در بالا ذکر شده است. برای اندازه‌گیری درصد چربی بدن، از روش‌های مختلفی همچون اندازه‌گیری با کالیپر، کولیس یا تحلیل مقاومت بیوالکتریکی استفاده می‌شود.
از درصد چربی بدن می‌توان برای اندازه‌گیری سطح آمادگی جسمانی بدن بهره گرفت. این روش تنها روشی است که با استفاده از آن می‌توان به طور مستقیم، ترکیب نسبی بدن فرد را بدون در نظر گرفتن قد و وزن محاسبه کرد. در حالی که با افزایش چاقی، شاخص توده بدنی –که از آن برای مقایسه چاقی افراد با قد و وزن مختلف استفاده می‌شود– نیز افزایش می‌یابد، نتایج دقیق تری با بهره گرفتن از سایر شاخص‌های چربی بدن به دست می‌آید. به عنوان مثال افرادی با حجم ماهیچه زیاد و استخوان‌های بزرگ‌تر، بی‌ام‌آی بزرگتری خواهند داشت.